# Omnipresencia
Se denomina omnipresencia  a la característica de comunicarse con Dios de forma directa, elemento de la naturaleza individual y subjetiva, Poder de estar presente en todas las partes de la creación al mismo tiempo.

## Historia
La aparición del concepto de omnipresencia vino ligada a la aparición de las religiones monoteístas. El atonismo es la primera religión que se tiene registro que da esa cualidad a una divinidad, fue difundida por el faraón Akenatón al decir que Atón, dios único, es la luz, y como tal, es abstracto y omnipresente.
En el Rigveda, durante el período védico en la Edad del Hierro al sur de Asia se exhiben nociones filosóficas describiendo al Brahman (primera causa de todo cambio) idéntico al Atman, omnipresente que vive dentro de cada ser.
El judaísmo incorpora la omnipresencia como una característica de Dios, que posteriormente fue heredada al cristianismo e islamismo. Existen multitud de referencias a este atributo de ubicuidad en la Biblia, pero quizás la más clara esté reflejada en Jeremías: Dios es omnipresente. Está con su ser, saber y poder, donde quiera que exista algo distinto de Él mismo.
El concepto de un Dios omnipresente varía en el cristianismo, los testigos de Jehová , consideran que Jehová es un Dios personal  que mora en el cielo, este gobierna y se preocupa por su creación, mas no habita en ella.

## Conflictos teológicos
La inclusión de esta cualidad entre las capacidades de una divinidad, sumada al atributo de omnipotencia, da lugar a un conflicto teológico denominado paradoja de Epicuro o Problema del mal, según el cual, no debería ser posible el mal en un mundo donde un Dios bueno esté en todas partes y al mismo tiempo sea todopoderoso. Este es uno de los principales argumentos que esgrimen las religiones deístas (solo Dios creador) contra las teístas (Dios creador y gobernante). 
La escolástica medieval cristiana refuta esta creencia anexado el concepto que; la existencia de todas las cosas deriva de Dios, pero no son Dios. Considera que Dios es el acto (ser) puro, que reúne en sí todas las perfecciones, y al ser creados los diversos entes del universo, recibieron el acto de ser por participación divina, reuniendo en sí ciertos actos, y teniendo otros en potencia. El mal, entonces, no se considera como una creación de Dios, sino como una imperfección por ausencia de bien, de forma análoga a como se puede interpretar la oscuridad, no como un ente en sí mismo, sino como ausencia de luz.
La religión cristiana caracteriza a Dios con una serie de perfecciones: es omnipresente, además de omnisciente, omnipotente y omnibenevolente. El cristianismo está sujeto por tanto a este conflicto. Para resolver la paradoja, se achaca la existencia del mal al libre albedrío del ser humano, y se interpreta la cualidad de la omnipresencia divina como voluntaria, y no como necesaria.
La creencia en el infierno plantea un problema lógico similar, ya que si Dios es omnipresente, este debería hacer presencia en el infierno también. La iglesia católica justifica esta posible contradicción al considerar que la imagen del infierno que narran las escrituras debe matizarse. Según Juan Pablo II, "El infierno, más que un lugar, indica la situación, en que llega a encontrarse quien libre y definitivamente se aleja de Dios".
Sin embargo, el "problema" del mal subyace en un error conceptual, pues al considerar que el Mundo en su totalidad es Perfecto, al ser una obra majestuosamente desarrollada en escalas energéticas, se entiende que el mal es simplemente la ausencia de la Consciencia de Dios, es decir, el mal es la ilusión de separación que el ego crea, como si pudiéramos existir "separados" del universo. Al regresar a la Unidad, contemplamos su Perfección como conjunto, como una máquina cuyo funcionamiento y mantenimiento requiere que cada Evento y suceso se dé tal cual se ha dado.

## El fundamento de la omnipresencia
En la religión católica, la esencia de Dios es el Amor, “Dios es Amor” y es omnipresente en todo lugar donde hay Amor. 